# Знак ударения
Знак ударе́ния (◌́, акут) — небуквенный орфографический знак русской, украинской и некоторых других письменностей; по другой терминологии — один из надстрочных диакритических знаков. 
Знак ставится над гласной буквой (А́а́, Е́е́, И́и́, О́о́, У́у́, Ы́ы́, Э́э́, Ю́ю́, Я́я́), соответствующей ударному звуку (ударному слогу).

## Правила использования
Согласно § 116 новой (2006 года) редакции «Правил русской орфографии и пунктуации», знак ударения может употребляться последовательно и выборочно.

### Последовательное употребление
Последовательное употребление знака ударения принято в следующих текстах особого назначения:
- в лингвистических словарях:
  - в неодносложных заголовочных словах,
  - в приводимых грамматических формах;
- в неодносложных заголовочных словах большинства энциклопедических словарей;
- в текстах для изучающих русский язык как иностранный.

Во всех этих текстах используется алфавит из 33 букв — с буквой «ё», употребляемой последовательно (ударение над «ё» не ставится).

### Выборочное употребление
В обычных текстах знак ударения употребляется выборочно. «Правилами» рекомендуется использовать его в следующих случаях:
- для предупреждения неправильного опознания слова, например: бо́льшая, ви́дение, во́роны, временны́е, до́роги, отре́зать, по́зднее, по́том, про́клятый, рассы́пать, сто́ящий, у́же, узна́ю, чудно́ (в отличие от: больша́я, виде́ние, воро́ны, вре́менные, доро́ги, отреза́ть, поздне́е, пото́м, прокля́тый, рассыпа́ть, стоя́щий, уже́, узнаю́, чу́дно); ср. «Чудна́я» — название рассказа В. Г. Короленко, «Мо́лодец» — название поэмы М. И. Цветаевой;
- для предупреждения неправильного ударения в недостаточно хорошо известном слове, в том числе в собственном имени, например: гу́ру, ю́кола, Гарси́а, Конакри́, Фе́рми;
- над буквой «е» знак ударения может использоваться в целях противопоставления букве «ё»:
  - для предупреждения неправильного опознания слова, например: все́ (в отличие от всё), бере́т (в отличие от берёт);
  - для предупреждения ошибочного произношения, например: афе́ра, гренаде́р, дебе́лый, Кре́з, Оле́ша (фамилия);
- для различения относительного местоимения что́ и союза что[3], например:

…Рассказать, что отовсюду
На меня весельем веет,
Что не знаю сам, что́ буду
Петь, — но только песня зреет…
(А. А. Фет).

### Побочное ударение
В словарях часто отмечают не только основное ударение слов, но и побочное (в сложных словах). В таких случаях, для обозначения главного ударения по-прежнему используют акут (◌́, наклон подобно знаку «/»), а для побочного гравис (◌̀, наклон как «\»): кля̀твопреступле́ние, о̀колозе́мный, вѝце-президе́нт, мѝкрокалькуля́тор.

## История
До начала XVIII века русская письменность использовала церковнославянскую орфографию, в которой указывались все ударения, причём для этого (в зависимости от места в слове и его грамматической формы) использовалось несколько разных знаков. Пётр I, вводя гражданский шрифт, упразднил все надстрочные знаки, в том числе и ударения. Однако вскоре они вернулись в русскую письменность, хотя не сплошь, а только для предотвращения неверного чтения слов, и с более простой системой употребления. Первоначально использовались два разных знака ударения (вместо трёх церковнославянских):

Острой (  ́) ставится всегда надъ гласною въ срединѣ слова, чтобы показать удареніе: му́ка, стро́ю.
Тяжкой (  ̀) ставится надъ гласною въ концѣ слова для означенія ударенія: мука̀, стою̀, крою̀.
…[Эти] два знака пишутся иногда надъ тѣми словами, которыя въ начертаніи совершенно сходны, а въ знаменованіи различны: ужасная му́ка, ржаная мука̀, стои́тъ крѣпко, сто́итъ денегъ.
— Кошанский Н. Ф. Начальныя правила руской грамматики : Для благородныхъ воспитанниковъ университетскаго пансїона. — Изданіе третіе. — М. : Въ Университетской Типографіи, 1816. — С. 71.
Постепенно традиция различения двух знаков ударения отмерла за ненадобностью; вот что об этом пишет Я. К. Грот в своем «Русскомъ правописаніи» (с. 7 в 10-м и последующих стереотипных изданиях):

Такъ какъ русское удареніе всегда бываетъ одинаково, то нѣтъ надобности употреблять ещё и другой знакъ   ̀, который иные, по примѣру греческаго письма, ставятъ надъ гласной, оканчивающей слово.

На практике в русской печати конца XIX — начала XX веков преобладало обозначение ударения знаком   ̀, и лишь примерно со второй трети XX века основной стала нынешняя система использования знака   ́. Эта же система перешла в украинскую и белорусскую печать, а вот в болгарском и македонском языке преобладает старое обозначение.

## Знак ударения в письменностях других славянских языков
- украинский, белорусский: та же система, что в русском;
- болгарский и македонский: ударение обозначается \-образным знаком, чаще всего употребляется в немногих служебных словах для различения омографов (болг. и макед. ѝ/и, макед. нѐ/не, сѐ/се), в таких словах оно обязательно, поэтому в Юникоде есть свои коды для Ѐ и Ѝ (подробнее — в статьях «Ѐ» и «Ѝ»);
- сербохорватский и словенский: четыре знака ударения (/, \, ^, \\), так как ударный слог может произноситься с различной интонацией (подробнее — в статье «Сербский язык»);
- церковнославянский: три знака ударения (/, \, ^), различающиеся в зависимости от положения ударного слога в слове и его грамматической формы, но в произношении одинаковые (подробнее — в статьях «оксия», «вария», «камора»);
- польский, чешский, словацкий: ударение фиксированное (в основном), поэтому на письме не отмечается (используемые в письменностях этих языков надстрочные знаки знаками ударения не являются).

## Юникод
Поскольку Юникод не различает акут и знак ударения, для обозначения ударения при компьютерном наборе на русском языке используется символ « ́» (combining acute accent, U+0301); он, как и остальные комбинируемые символы, ставится после ударной буквы.
Ошибка в шрифте Verdana в Windows XP и более ранних версиях Windows вынуждала ставить знак ударения до ударной буквы — это не соответствует стандарту. В Windows Vista шрифт исправлен, существует исправление и для более ранних ОС (Windows XP и более поздние версии).

## Ввод знака с клавиатуры
Способы ввода знака ударения с клавиатуры:
- Windows: основное ударение (акут) — Alt+0769; побочное ударение (гравис)— Alt+0768 (в обоих случаях — на цифровой клавиатуре при включённом NumLock)
- Mac OS X: Alt+⇧ Shift+E в раскладке «English / ABC — Extended»
- GTK: ⇧ Shift+Ctrl + «U0301»
- В файлах раскладок X Window System в каталоге xkb/symbols обозначается как «U0301». В украинской раскладке — AltGr+~.

Чтобы поставить ударение « ́» в текстовом редакторе Microsoft Word, можно после ударной буквы ввести цифры 0301, затем сразу нажать комбинацию Alt+X. Если же нужно вставить знак « ̀», то вводятся 0300 и после — Alt+X. Можно также воспользоваться командами меню «Вставка» → «Символ» → «Другие символы», в открывшемся окне выбирается шрифт «обычный текст», набор «Объединенные диакр. знаки», в окне доступных знаков мышью выбирается знак ударения, после чего нажимается кнопка «Вставить».